# Vindullus gracilipes
Espèce
Synonymes
- Olios gracilipes Taczanowski, 1872
- Vindullus viridans Simon, 1880

Vindullus gracilipes est une espèce d'araignées aranéomorphes de la famille des Sparassidae.

## Distribution
Cette espèce se rencontre en Guyane et au Brésil en Amazonas.

## Description
Le mâle décrit par Rheims et Jäger en 2008 mesure 11,7 mm.

## Publication originale
- Taczanowski, 1872 : Les aranéides de la Guyane française. Horae Societatis entomologicae Rossicae, vol. 9, p. 64-112.